# Batávské povstání
Batavské povstání je konflikt, ke kterému došlo v roce 69 n. l. poté, co se proti římské nadvládě vzbouřil kmen Batavů žijící na území Dolní Germánie (dnešní Nizozemsko). Batavy podpořily i další germánské kmeny, ale Římanům se v roce 70 podařilo vzpouru potlačit.

## Pozadí

### Kmen Batavů
Batavové byli podkmen starověkého germánského kmene Chattů, kteří se usadili mezi řekami Starý Rýn a Waal. Tato oblast byla v římské říši součástí provincie Dolní Germánie (Germania Inferior) a dodnes po nich nese jméno Betuwe (Batavia).
Batavové byli zdatní bojovníci jak na souši, tak i na lodi, zkušení jezdci a také dobří plavci. Pro Římany tak představovali lákavý doplněk římské armády. Výměnou za osvobození od placení tributu (daní z půdy a hlavy, kterým podléhala většina peregrini) dodával kmen vojáky do pomocných sborů Juliovsko-claudiovské dynastie; mělo se jednat o jednu alu a osm kohort, přičemž byl dán důraz především na jízdu. Krom působení v římské armádě se Batavové ocitli také přímo po boku císaře. Tvořili totiž většinu mužů z Císařské germánské stráže (Germani corpore custodes), elitní jednotky, která do konce své existence v roce 68 n. l. chránila císaře.
Římané na ně pohlíželi jako na nejsilnější a nejstatečnější (fortissimi, validissimi) ze svých auxilií. Dle záznamu antického historika Dióna Cassia měli Batavové v římských službách zdokonalit svou jedinečnou techniku přeplavání přes řeku se zbraněmi a v plné zbroji.
Gaius Julius Civilis, prefekt (velitel) pomocných batavských oddílů, veterán s dvaceti pěti lety služby v římské armádě, sehrál společně s batavskými jednotkami důležitou roli při římské invazi do Británie v roce 43 n. l. i při jejím následném podrobení v letech 43–66 n. l.

### Rok čtyř císařů a počátky vzpoury
V roce 69 n. l. však došlo ke změnám a Batavové se od Říma odklonili. Poté, co byly v roce 66 batavské oddíly odvolány z Británie, byl Civilis spolu se svým bratrem (rovněž prefektem) zadržen na základě falešného obvinění z velezrady. Správce provincie Germania Inferior (Dolní Germánie), který měl toto zadržení na svědomí, nařídil popravu bratra a Civilis byl v řetězech poslán do Říma, kde měl být souzen tehdejším císařem Neronem. (Jiný přístup k soudu bratrů naznačuje, že Civilův bratr byl stále peregrinus, zatímco Civilis, jak ostatně ukazuje i jeho římské jméno, byl již římským občanem.) 
Mezitím, co Civilis čekal ve vazbě na svůj soud, došlo však v Římě k mocenským bojům a převratu. V roce 68 n. l. byl císař Nero svržen a do Itálie vpadla armáda vedená Galbou, správcem provincie Hispania Tarraconensis. Nero brzy spáchal sebevraždu a ukončil tak vládu juliovsko-claudijovské dynastie. Za císaře byl prohlášen Galba, který Civila zprostil veškerých obvinění a umožnil mu návrat domů. Při návratu byl však Civilis zadržen znovu, tentokrát na příkaz nového místního správce Aula Vitellia, jehož vojáci volali po Civilově popravě.
Galba mezitím v Římě rozpustil Císařskou germánskou stráž, které po její podpoře Nerona již nemohl věřit. To samozřejmě vyvolalo velké pobouření mezi batavskými bojovníky i mezi celým batavským lidem, kteří vnímali tento čin jako závažnou urážku. Ve stejné době se také rapidně zhoršily vztahy mezi osmi batavskými kohortami a legií XIV Gemina, se kterou byli spojení od vpádu do Británie před 25 lety.
Ve stejném roce Římem navíc otřásla první velká občanská válka za poslední století – rok čtyř císařů – a s ním i pád Juliovsko-claudijovské dynastie. Moc byla na dosah jakéhokoliv velitele, který byl dostatečně silný a schopný na to, aby se jí chopil. K moci se tak brzy dostal Otho, který se předešlého císaře zbavil pomocí pretoriánské gardy, kterou se mu podařilo získat na svou stranu. 
Ve stejném roce vstoupil do boje o moc také Vitellius, zmíněný správce Germanie Inferior, který chystal rýnské legie na tažení do Itálie. Vzhledem k tomu, že Vitellius nyní naléhavě potřeboval vojenskou podporu Batavů, rozhodl se Civila propustit. Na oplátku mu pak batavské jednotky pomohly porazit Othona v bitvě u Bedriaka. Batavové byli posláni domů, ale zhruba ve stejné době dorazily zprávy o vzpouře vedené Titem Flaviem Vespasianem, velitelem jednotek v Sýrii, k jehož početné armádě čítající pět legií se brzy přidaly i legie v Podunají.
Vitelliův správce v Dolní Germánii se zoufale uchýlil k pokusu naverbovat více Batavů, než byl horní limit stanovený v jejich smlouvě, což byla pro kmen Batavů poslední kapka. Zkorumpovaní římští centurioni, kteří byli vysláni rekrutovat nové vojáky, jednali s místními s velkou krutostí a měli na svědomí také zneužití mnoha batavských chlapců. Nespokojenost, která panovala v zemi, tak dosáhla bodu, ze kterého již nebylo návratu.

## Průběh

### Počátky povstání
Do čela Batavů se postavil Julius Civilis, který velel pomocným batavským oddílům v římských legiích umístěných okolo Rýna. Příčinou povstání měl být podle Tacita i fakt, že Římané začali Batavy považovat spíše za otroky než spojence. K Batavům se přidaly kmeny Frísů, germánské kmeny pocházející z východního břehu Rýna a kmen Kaninefátů, který se nacházel v oblasti mezi Batavy a Severním mořem. Pod vedením svého náčelníka Brinna provedli Kaninefaté útoky na několik římských pevností a sídel na Rýnu, včetně Traiecta (Traiectum – dnes Utrecht, čtvrté největší město v Nizozemsku). Jelikož většina římských legií byla zaměstnána boji v občanské válce, Řím byl zastižen nepřipraven. Flaccus, velitel rýnských legií, vyslal na vypořádání se s vzpourou pomocné sbory, což znamenalo pro Řím další katastrofu. Civilis se plně ujal role vůdce povstání a porazil římské jednotky v bitvě poblíž dnešního Arnhemu, v severním rameni řeky Rýn. 
Flaccus tak poslal do boje proti Batavům legie V Alaudae (tzv. Pátá legie skřivanů, kterou založil v roce 52 př. n. l. Gaius Julius Caesar) a XV Primigenia. Legie doprovázely také tři pomocné oddíly, mezi kterými byl i oddíl batavské jízdy, kterému velel Civilův nepřítel a rival Claudius Labeo. Toho si Civilis znepřátelil tím, že ho poslal jako zajatce mezi kmen Frisů. V bitvě, která se odehrála poblíž dnešního Nijmegenu, utrpěl Řím další porážku. Batavský oddíl jízdy se přidal na stranu svých krajanů, čímž uštědřil ránu už tak otřesené morálce Římanů. Poražené legie se stáhly do tábora Castra Vetera (dnešní Xanten) a batavské vítězství bylo na dohled. Dokonce i Vespasián, který bojoval s Vitelliem o titul císaře, měl povstalce cenit za to, že zabránili jeho nepříteli povolat rýnské legie do Itálie a slíbil jim nezávislost.

### Castra Vetera
Civilis hnaný touhou po pomstě naplánoval další útok na římské legie, které se po bitvě stáhly do tábora. Zvolil dobré načasování. Občanská válka roku čtyř císařů vrcholila a zaneprazdňovala římskou armádu a osm batavských oddílů pomocných jednotek bylo zrovna na cestě domů z Vitelliových služeb. Jejich návrat výrazně posílil batavskou povstaleckou armádu – jednalo se totiž o veterány a jejich počet byl větší než celkový počet všech římských jednotek rozmístěných v Mohuči a Bonně.
V záři roku 69 n. l. tak Civilis započal obléhání Castra Vetery – tábora 5000 legionářů z legií V Alaudae a XV Primigenia. Jelikož se jednalo o tábor, který byl dobře vybavený a chráněný strážnými věžemi, zdmi z bláta, cihel a dřeva a obklopený dvojitým příkopem, Civilovi pokusy o dobytí tábora silou byly neúspěšné. Civilis se proto rozhodl nepřátelský tábor nechat vyhladovět.
Ve stejné době se velitel římských jednotek Flaccus rozhodl, že bude lepší počkat, jak dopadne politická situace v Itálii. Nebylo tomu dlouho, co byly legie na Rýně potrestané císařem Galbou za to, že pozvedly meče proti Vindekovi, bývalému správci Gallie Lugdunensis, který podpořil Galbův nárok proti Neronovi.
Jako výherce další občanské války se rýsoval Vespasian, což znamenalo, že zbrklé zásahy proti Civiliovi by nebyly vhodné. Civilis svým obléháním Casta Vetery totiž držel dvě legie věrné Vitelliovi v šachu a znemožňoval jim zapojit se do boje. Flaccus a ostatní velitelé nehodlali v tak obtížné době riskovat a raději se rozhodli čekat na další příkazy. 
Když ale přišly zprávy o Vitelliově porážce, Civilis s obléháním tábora nepřestal – nebojoval totiž za Vespasiana, ale za Batavii. Flaccus tak začal plánovat útok, který měl obležené legie osvobodit, Civilis však nehodlal čekat a provedl proti římským jednotkám překvapivý výpad. Vyslal svých osm nejlepších kohort jízdy, které se první prosincové noci roku 69 střely s Římany západně od řeky Rýn, poblíž dnešního města Krefeldu. Jako vítěz ze střetu vyšly římské legie, které batavskou jízdu rozprášily, Řím nicméně utržil početné ztráty.
Civilis si byl vědom, že další útok proběhne na Casta Veteru, a tak zanechal obléhání a vyhrožoval, že zaútočí na Moguntiacum (dnešní Mohuč). Římské jednotky v oblasti mu na tuto lest skočily a rychle se přesunuly, aby mohly chránit svůj hlavní tábor v Horní Germánii. Společně s nimi dorazily do města také zprávy z Říma, že novým císařem je Vespasian. V rámci oslav se Flaccus rozhodl rozdat shromážděným legiím peníze, rýnské legie však byly známé svojí věrností ke svému bývalému veliteli Vitelliovi a vyložily si Flaccovo jednání jako urážku. Flaccus byl zavražděn, jeho zástupce uprchl a legie upadly do zmatku a chaosu. Celé situace využil Civilis, který spolu se svými muži začal opět obléhat Castra Veteru dříve, než se římské jednotky měly šanci vzpamatovat.

### Povstání pokračuje
Na počátku roku 70 n. l. byly batavské oddíly ve výhodě. Dvě legie byly stále v obležení a zbytek římské armády neměl dostatek jednotek, které by se mohly s povstáním vypořádat. Říše totiž čelila dalším problémům. Kromě Batavů se začaly bouřit také kmeny Treverů a Lingonů v Galii a objevil se další vyzyvatel, Julius Sabinus, který přetáhl na svou stranu legie I Germanica a XVI Gallica a prohlásil se za císaře. Situace v Castra Veteře nevypadala dobře – zásoby došly a obležení vojáci se museli uchýlit k jezení koní a mul, aby přežili. Jelikož vyhlídky na pomoc byly slabé, nařídil velitel Munius Lupercus kapitulaci.
Legionářům byl zaručen bezpečný odchod za příslib, že přenechají Batavům tábor nedotčený. Legionářské oddíly tak konečně opustily tábor a Batavové se zmocnili všech zbraní, obléhacího materiálu a zlata, které tam Římané zanechali. Dříve obléhané legie ale daleko nedošly. Jen o pár kilometrů od tábora byli římští vojáci přepadeni Germány a pobiti. Smrti uniklo jen několik výše postavených velitelů, ze kterých Germáni udělali otroky a předali je jako dar Veledě – věštkyni z germánského kmene Brukterů, která měla předpovědět úspěch batavského povstání.
Batavské jednotky se poté pod velením Civilia vydaly na západní břeh řeky Rýn a rozbily svůj tábor tam, kde stála Colonia Agrippina (dnešní Kolín nad Rýnem). Na místě strávil Civilis několik měsíců, během kterých se snažil přesvědčit kmeny z Germánie a severní Galie, aby se přidaly k jeho povstání.

### Římská odveta
Jakmile se Vespasianovi podařilo dostat situaci v Itálii pod kontrolu, vyslal proti Batavům osm legií, kterým velel Quintus Petilius Cerialis, jeho blízký příbuzný a zkušený vojevůdce. Většina jednotek z těchto legií sice měla za úkol pacifikovat další části Gálie a Horní Germánie nebo zajistit hranice (limes Romanus) podél Rýna, Cerialis stál nicméně stále v čele početné armády a brzy začal revoltu tvrdě potlačovat. Povstalce se mu tak podařilo rozdělit a k jednání donutil i Julia Civilia, který si uvědomoval, že Římu se už povedlo skoro plně potlačit povstání v Judei a brzy bude moct nasadit proti Batavům všechny své prostředky. Informace o průběhu jednání ani o dalších osudech germánského vůdce se nedochovaly. Je známo, že vzpoura roku 70 skončila a Batavové se opět podřídili Římu, který měl celou oblast následující dvě století pod kontrolou.

## Kulturní dopad v Nizozemí
Vůdcům batavského povstání se zpětně dostalo v Nizozemí uznání jako národním hrdinům. Nizozemští spisovatelé 17. a 18. století totiž viděli v batavském boji o nezávislost inspirující předobraz svého vlastního povstání proti Španělsku a dalším, z jejich pohledu, utlačovatelům. 
Dle této nacionalistické představy byli Batavové ti opravdoví praotci Nizozemců, což má vysvětlovat, proč se jejich jméno tak často vyskytuje v nizozemských dějinách. V roce 1619 dokonce Nizozemci dali Jakartě, dnešnímu hlavnímu městu Indonésie, jméno Batavia a když v roce 1795 zakládali svou vlastní republiku, dali jí jméno podle svých předků – Batavská republika.